# آرنه اومهان
آرنه اومهان (انگلیسی: Arne Åhman؛ زادهٔ ۴ فوریهٔ ۱۹۲۵) ورزشکار پرش سه‌گام اهل سوئد بود.
وی در مسابقات کشوری و بین‌المللی در مجموع برندهٔ ۱ مدال طلا، ۱ مدال نقره، ۱ مدال برنز شده‌است.